# HIROZ
HIROZ（ヒローズ）は、日本の劇団。

## 経歴
新しい大衆娯楽文化を目指すパフォーマンス集団。俳優・ダンサー・歌手・スタントマン・モデルなどの様々な経歴と技能を持ったメンバーにより構成され、日本元気劇場を中心に活動し、赤坂日本元気劇場、NEWレオマワールド、大江戸温泉物語にても活動していた。
メンバーの岡部紘樹・大城公人・黄地裕樹・松清勇幸・東出有貴・荒牧慶彦・日向野祥の7名により音楽ユニットであるHIROZ SEVEN+が結成され、エイベックス・エンタテインメントより2011年10月26日リリースの1stアルバム『サムライロード』でメジャーデビュー。
その後活動停止し、メンバー数名が劇団OUHを設立。

## 書籍

### 雑誌
- 『女性自身』光文社。（2010年5月 - ）
- 『B-PASS』シンコーミュージック・エンタテイメント。（2010年9月 - ）